# Hiroto Muraoka
Hiroto Muraoka (村岡 博人, Muraoka Hiroto, né le 19 septembre 1931 à Tokyo au Japon et mort le 13 mars 2017 dans cette ville) est un footballeur international japonais.